# Piquete (ejército)

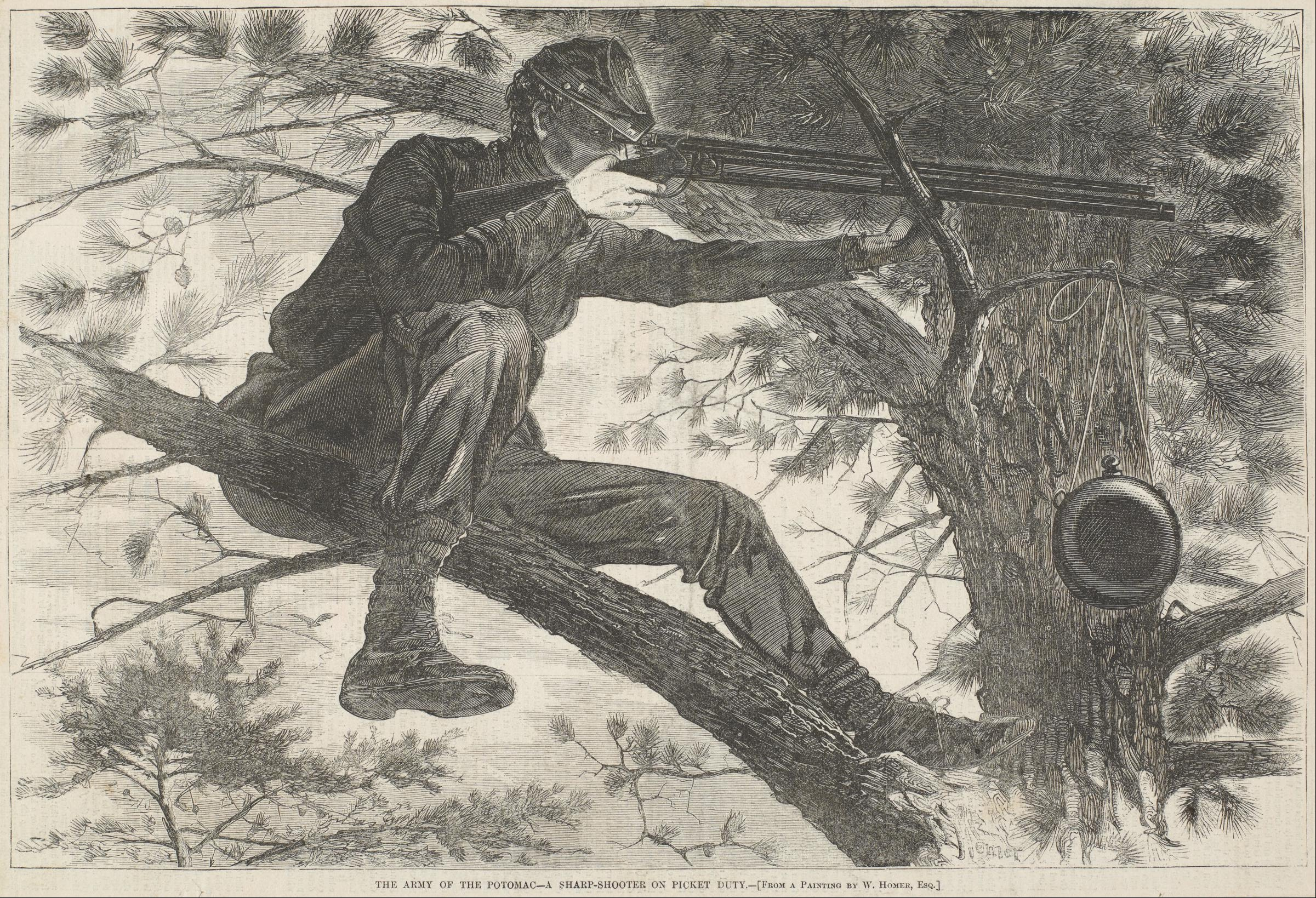
Ilustración del pintor estadounidense Winslow Homer de un francotirador estadounidense de la union durante la guerra de secesión.

Se da el nombre de piquete en a un grupo de hombres, sacados de todas las compañías de los regimientos del ejército, al mando de un capitán, teniente y subteniente. 
Su destino es vigilar contra las sorpresas del enemigo sobre el campo por lo que hay siempre un brigadier, un coronel, un teniente coronel y un sargento mayor de piquete cuyo servicio comienza en los días de mansión, a la hora en que se montan las guardias y en las marchas, cuando se juntan las tropas que deben marchar con el campamento. Estos oficiales deben hallarse a la cabeza de los piquetes siempre que se junten. 
El piquete de caballería se componía de un número reducido de caballos por escuadrón. Los soldados de caballería de piquete estaban siempre dispuestos a tomar las armas durante su facción, que era de veinticuatro horas. Los caballos de los que se hallan de piquete se mantenían ensillados y sin brida y tanto esta como las armas de los jinetes, siempre listas. 